# Rue de la Colombe
Rue de la Colombe är en gata på Île de la Cité i Quartier Notre-Dame i Paris 4:e arrondissement. Gatan är uppkallad efter en gammal legend; enligt denna ska två duvor (franska colombes) vid denna gata ha uppvisat ett särskilt kärleksfullt intresse för varann. Vid nummer 4 finns en relief föreställande två omslingrade duvor.
Rue de la Colombe börjar vid Quai aux Fleurs 21 och slutar vid Rue Chanoinesse 26. Gatan öppnades senast år 1216. Vid gatan finns bland annat restaurangen Les Deux Colombes.

## Bilder
| - Gatuskylt. - Relief med de två duvorna. - Maison de la Colombe. - Medeltida murrester. |

## Omgivningar
- Notre-Dame
- Sainte-Chapelle
- Chapelle Saint-Aignan
- Jardinet de la Rue des Ursins
- Pont Saint-Louis
- Au Vieux Paris

## Kommunikationer
- Tunnelbana – linje  – Cité
- Busshållplats Pont d'Arcole – Paris bussnät, linje 75
- Busshållplats Quai aux Fleurs – Pont Saint-Louis – Paris bussnät, linje 75